# 包鲁
22°18′53″S 49°03′38″W / 22.31472°S 49.06056°W

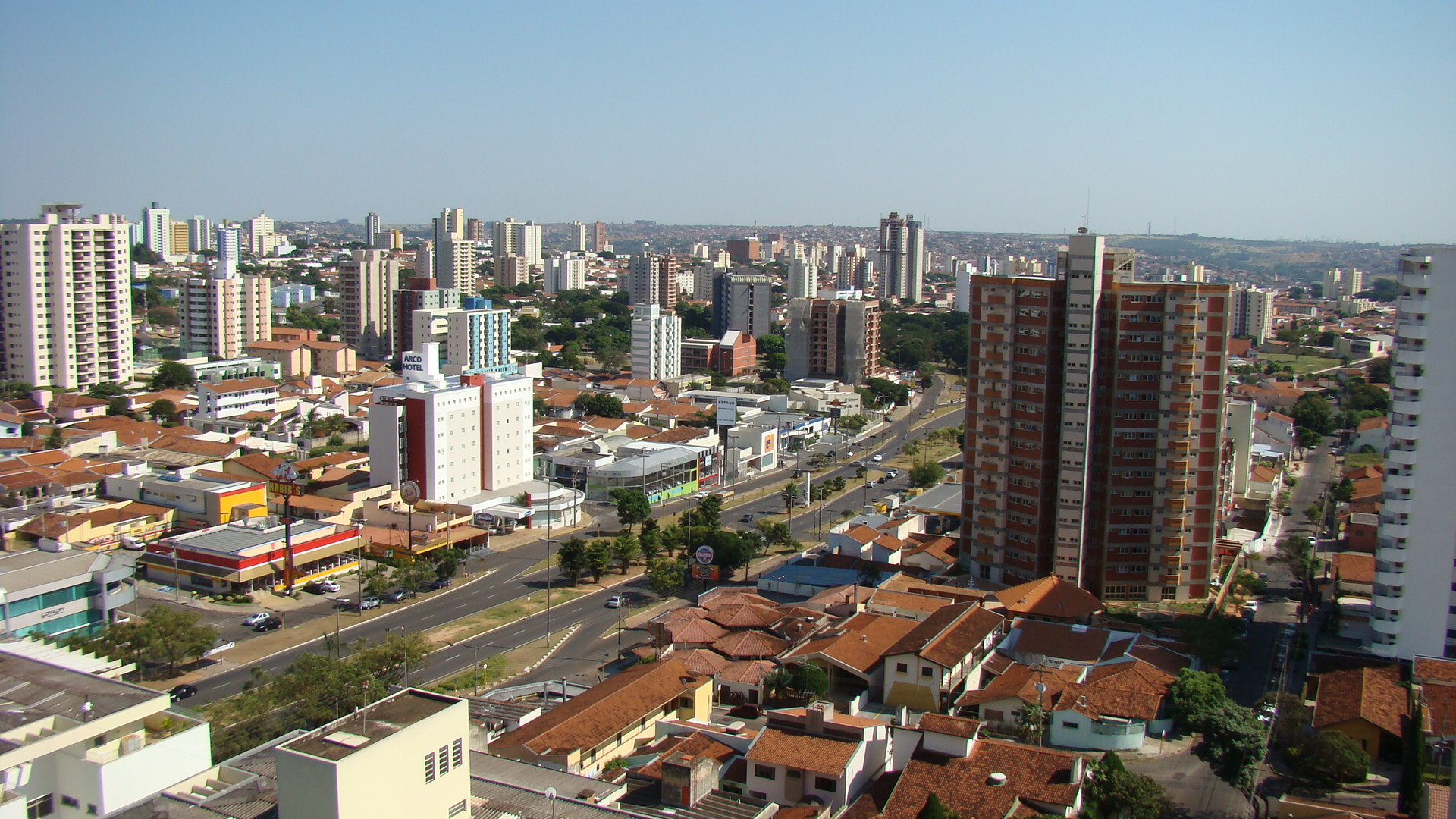

包鲁（葡萄牙語發音：[bawˈɾu]）是巴西的城市，位於該國東南部，由聖保羅州負責管轄，始建於1896年，面積702平方公里，海拔高度526米，受熱帶氣候影響，2006年人口356,680。

## 外部連結
- （葡萄牙文） UOL.com.br, History of Bauru - Origin of Bauru.
- （葡萄牙文） SP.gov.br, Official Website - Prefeitura Municipal de Bauru
- Embrapa.br （页面存档备份，存于）, Aerial view of the city